# Луїзіанська покупка (фільм, 1941)
«Луїзіанська покупка» (англ. Louisiana Purchase) — американський комедійний мюзикл режисера Ірвінга Каммінгса 1941 року.

## Сюжет
Недбалий сенатор намагається налагодити свій власний бізнес з виробництва шовку в Луїзіані, не без допомоги професіоналки з Австрії, яка виявляється неймовірно чарівною і красивою жінкою.

## У ролях
- Боб Хоуп — Джим Тейлор
- Вера Зоріна — Маріна фон Мінден
- Віктор Мур — сенатор Олівер П. Логанберрі
- Ірен Бордоні — мадам Івонн Борделейс
- Дона Дрейк — Беатриса
- Реймонд Волберн — полковник Девіс-старший
- Макс Розенблюм — Вілсон
- Філліс Рут — Еммі Лу
- Френк Альбертсон — Роберт Девіс-молодший
- Дональд МакБрайд — капітан П'єр Вітфілд